# تقدیر (ترانه سلین دیون)
« تقدیر» تک‌آهنگی از هنرمند اهل کانادا سلین دیون است که در ژانویه ۱۹۹۶ منتشر شد.